# Louis Pasteur
Louis Pasteur (/ˈluːi pæˈstɜːr/, tiếng Pháp: [lwi pastœʁ]; có tên phiên âm là Lu-i Pa-xtơ) sinh ngày 27 tháng 12 năm 1822 - 28 tháng 9 năm 1895) là một nhà sinh học, nhà vi sinh vật học, nhà hoá học người Pháp, với những phát hiện về các nguyên tắc của tiêm chủng, lên men vi sinh và thanh trùng.
Ông thường được biết đến qua những nghiên cứu quan trọng về các nguyên nhân và biện pháp chữa bệnh, và những khám phá đó của ông đã cứu sống vô số người kể từ đó. Ông đã đề ra các biện pháp thanh trùng để làm giảm tỷ lệ tử vong sau khi sinh đẻ ở các sản phụ, tạo ra loại vắc-xin đầu tiên cho bệnh dại và bệnh than. Những nghiên cứu của ông góp phần hỗ trợ trực tiếp cho Lý thuyết mầm bệnh và các ứng dụng trong Y học lâm sàng.
Ông cũng nổi tiếng trong việc phát minh ra kỹ thuật bảo quản sữa và rượu để ngăn chặn vi khuẩn có hại xâm nhập, một quá trình mà ngày nay được gọi là thanh trùng. Ông được xem là một trong 3 người thiết lập nên lĩnh vực Vi sinh vật học, cùng với Ferdinand Cohn và Robert Koch, và được gọi là "cha đẻ của Vi sinh vật học".
Pasteur có vai trò lớn trong việc bác bỏ Thuyết tự sinh, vốn in sâu trong tư tưởng các nhà khoa học trước đó. Ông đã thí nghiệm cho thấy rằng nếu không có sự nhiễm khuẩn từ bên ngoài, vi sinh vật không thể tự xuất hiện. Ông chứng minh rằng trong bình tiệt trùng được đóng kín thì sẽ không có vi khuẩn, nhưng khi mở thì vi khuẩn lại xuất hiện, chứng tỏ vi khuẩn đã xâm nhập vào bình qua đường không khí. Thí nghiệm này giúp ông giành giải Alhumbert.
Tuy Pasteur không phải là người đầu tiên đề xuất Lý thuyết mầm bệnh, ông đã phát triển nó và tiến hành các thí nghiệm cho thấy rõ tính đúng đắn của nó và thuyết phục người dân Châu Âu tin rằng đó là sự thật.
Pasteur đồng thời có những khám phá quan trọng trong ngành Hóa học, đáng chú ý nhất là cơ bản về phân tử đối với tính không đối xứng của một số tinh thể nhất định và raxemic hóa.
Ông là Giám đốc Viện Pasteur cho đến khi ông qua đời, và thi thể ông được chôn cất bên dưới viện, trong một hầm được xây theo phong cách khảm Byzantine.

## Tiểu sử
Ông sinh ra ở vùng Dole nhưng bắt đầu đi học tại Arbois. Từ nhỏ ông không học giỏi, tài năng duy nhất của ông là vẽ, Louis Pasteur muốn vào học Trường Sư phạm Paris (École normale supérieure). Để thực hiện mong muốn này, vào tháng 10 năm 1838 ông chuyển đến Paris. Tuy nhiên vì thất vọng với cuộc sống mới ở đây, ông bỏ luôn ý định vào học Trường Sư phạm và rời Paris để đến học tại Trường Trung học Hoàng gia tại Besançon. Vào năm 1840 rồi năm 1842, ông thi lấy bằng Tú tài Văn chương và Tú tài Toán. Với những kết quả học tập đáng khích lệ này, một lần nữa Louis Pasteur lại chuyển đến Paris và cuối cùng vào năm 1843 ông được xếp hạng tư trong kỳ thi vào Trường Sư phạm Paris và được nhận vào học ở ngôi trường danh tiếng này. Tại đây Louis Pasteur theo học hóa học và vật lý và cả tinh thể học (cristallographie). Vào các buổi chiều chủ nhật, Louis Pasteur thường làm việc tại phòng thí nghiệm của nhà hóa học nổi tiếng Jean-Baptiste Dumas nhờ đó mà ông đã tích lũy được những kiến thức và kỹ năng quý báu cho công việc nghiên cứu độc lập trong tương lai. Sau khi làm việc với vai trò giáo sư hóa học một thời gian ngắn tại Đại học Strasbourg, ở đây ông gặp và quen Marie Laurent, cô là cháu của hiệu trưởng nhà trường năm 1849. Họ cưới nhau ngày 29 tháng 5 năm 1849, và có năm con, chỉ 2 trong số con của họ còn sống, 3 người con còn lại chết vì thương hàn. Nghịch cảnh trên đã thúc đẩy ông có những phát minh trong việc trị các bệnh truyền nhiễm.

## Chuyên môn
Pasteur được chỉ định làm chủ tịch ngành Hóa thuộc khoa Khoa học của Đại học Strasbourg. Năm 1854, ông làm trưởng khoa mới của khoa khoa học tại Đại học Université Lille Nord de France Lille. Đó là dịp ông phát biểu rằng: "dans les champs de l'observation, le hasard ne favorise que les esprits préparés." (Trong lĩnh vực quan sát, cơ hội chỉ đến với những cái đầu biết tính toán.) Năm 1857, ông chuyển đến Paris làm giám đốc cơ quan khảo thí khoa học tại École normale supérieure từ 1858 đến 1867 và đã đưa ra một loạt cải cách. Các kỳ thi đã trở nên cứng nhắc hơn, dẫn đến kết quả tốt hơn, cạnh tranh hơn, và tăng uy tín. Ông đưa ra các tiêu chuẩn về công trình khoa học, dẫn đến hai cuộc nổi dậy nghiêm trọng của sinh viên. Năm 1862, ông được chỉ định làm giáo sư địa chất, vật lý, và hóa học tại École nationale supérieure des Beaux-Arts, ông giữ vị trí này cho đến năm 1867. Ở Paris, ông thành lập Viện Pasteur năm 1887 do ông làm giám đốc cho đến cuối đời.

## Đóng góp khoa học

### Tinh thể học
Louis Pasteur bảo vệ hai luận án về hóa học và vật lý vào năm 1847. Trong ngành tinh thể học, ông đã có những phát minh đầu tiên liên quan đến sự phân cực của ánh sáng. Năm 1848, Pasteur trình bày trước Viện Hàn lâm Khoa học Pháp về những công trình nghiên cứu của ông trong lĩnh vực tinh thể học. Pasteur phát hiện rằng cấu trúc phân tử của tinh thể có ảnh hưởng đến sự khúc xạ ánh sáng khi nghiên cứu các dạng tinh thể của tartrate và paratartrate. Sau đó Pasteur nhanh chóng đi đến kết luận rằng các sản phẩm của vật chất sống là không đối xứng và có hoạt tính trên ánh sáng phân cực. Pasteur phát biểu rằng "Sự sống là một hàm của tính mất đối xứng của vũ trụ".

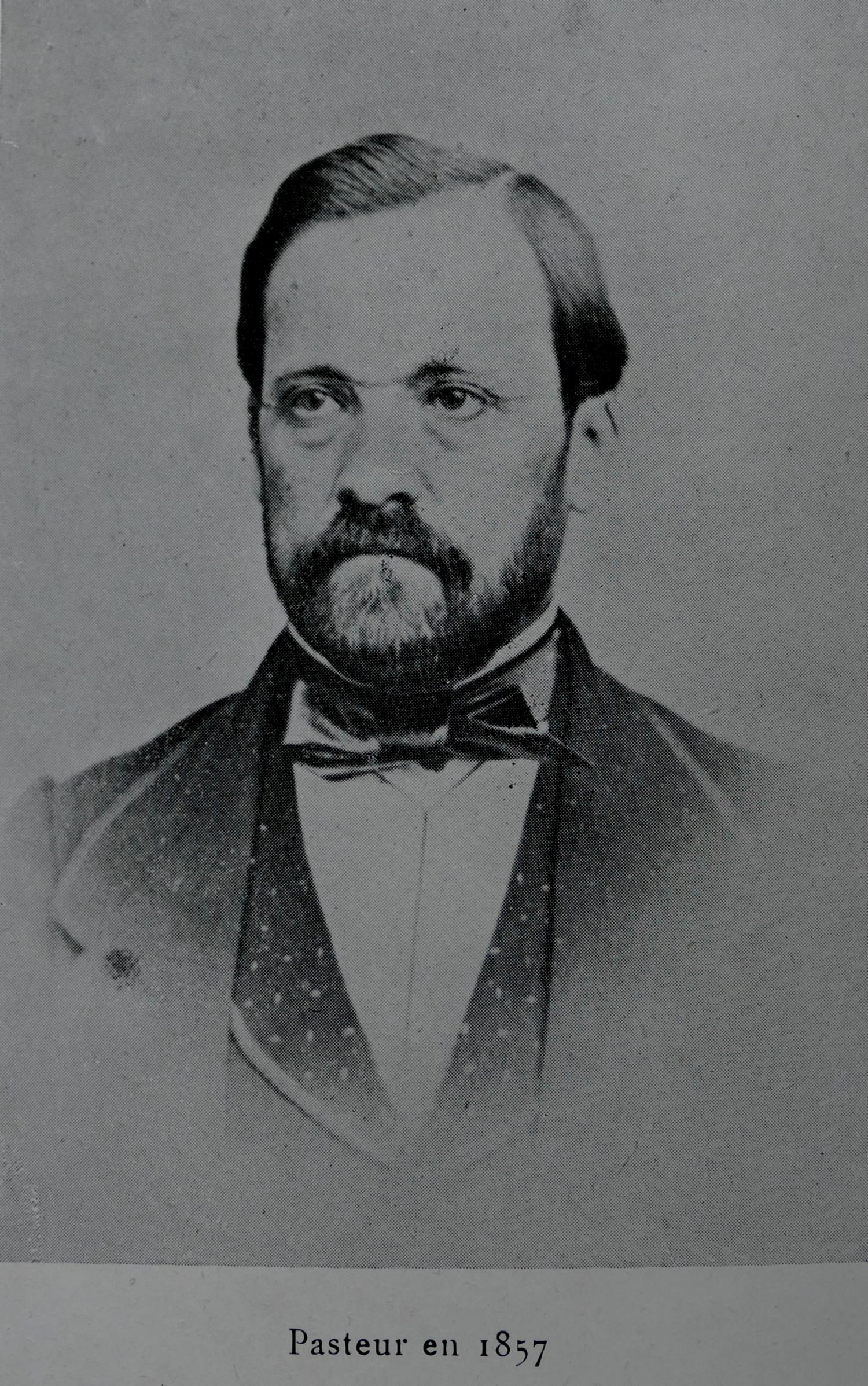
Louis Pasteur (1857)

### Quá trình lên men
Sau khi đi dạy ở Dijon và rồi Strasbourg (tại đây năm 1849, ông đã cưới Marie Laurent, con gái của hiệu trưởng, và hai người có với nhau 5 người con), vào năm 1854 Louis Pasteur được phong giáo sư tại khoa Khoa học của Lille và cũng là trưởng khoa của khoa này. Ông đã thiết lập mối quan hệ rất chặt chẽ giữa công việc nghiên cứu khoa học của mình với nền công nghiệp lúc bấy giờ và đã có những phát hiện vô cùng quan trọng. Ông đã phát hiện rằng chính nấm men là tác nhân gây nên quá trình lên men.
Năm 1857 (có tài liệu cho là 1856), Louis Pasteur trở thành giám đốc nghiên cứu khoa học của Trường Sư phạm. Ông yêu cầu có được một nhà kho của trường để thành lập một phòng thí nghiệm của riêng mình. Tại đây ông tiếp tục công cuộc nghiên cứu về quá trình lên men trong ba năm nữa và viết một khảo luận khoa học về nguyên nhân của quá trình lên men rượu butyric. Nhưng cũng ngay từ năm 1858 ông đã là người chống đối thuyết tự sinh đặc biệt của Félix Archimède Pouchet. Pouchet đã báo cáo với Viện Hàn lâm Khoa học vào tháng 12 năm 1858 rằng các tiền sinh vật được sinh ra tự nhiên trong không khí. Ngay lúc đó Louis Pasteur đã cho rằng nhà khoa học này đã sai lầm. Trong sáu năm trời ròng rã, hai nhà khoa học liên tiếp cho ra những bài báo cũng như các bài báo cáo tại các hội nghị nhằm chứng minh đối phương là sai lầm. Đến ngày 7 tháng 4 năm 1864, Pasteur đã tổ chức một hội nghị tại Sorbonne. Tại đây các kết quả thí nghiệm của Pasteur đã chinh phục được cử tọa, hội đồng chuyên gia cũng như giới truyền thông. Pouchet phải chấp nhận rằng mình đã lầm và từ đó thuyết tự sinh cũng không còn tồn tại trong đời sống khoa học nữa.
Từ những quan sát dưới kính hiển vi, Pasteur phân chia thế giới vi sinh thành hai nhóm lớn: các vi sinh vật ái khí (không thể sống thiếu oxy) và nhóm vi sinh vật kị khí (có thể sống trong môi trường không có oxy).

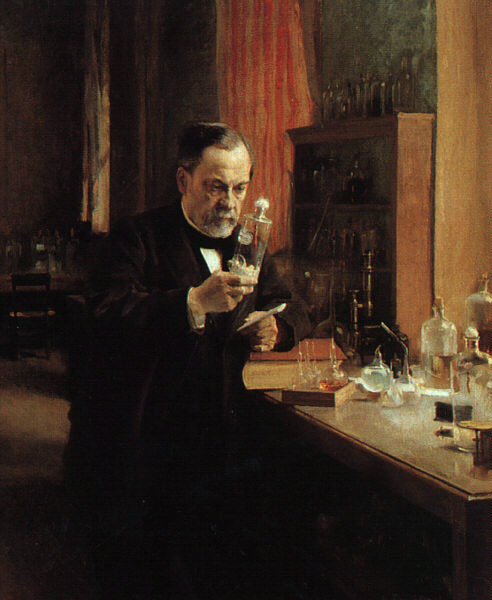
Louis Pasteur trong phòng thí nghiệm của mình, tranh A. Edelfeldt năm 1885

### Các công trình nghiên cứu về bia và rượu vang
Theo yêu cầu của Hoàng đế Napoléon III, Louis Pasteur tiến hành các nghiên cứu về sự biến đổi của rượu vang trong quá trình lên men nước ép của nho. Ông phát hiện rằng tất cả các biến đổi này đều do các sinh vật "ký sinh" vì chúng phát triển nhiều hơn các vi sinh cần thiết cho quá trình lên men rượu bình thường. Ông đã hướng dẫn những người làm rượu chỉ nên sử dụng nguồn vi sinh vật sạch, không lẫn các sinh vật ký sinh để tránh các trường hợp sản phẩm bị hư hỏng.
Trong khi cố gắng "tìm ra một phương thuốc hữu hiệu để điều trị chứng bệnh mà ông đã tìm ra nguyên nhân", Pasteur lại phát minh ra một kỹ thuật nhằm giảm thiểu sự tạp nhiễm môi trường nuôi cấy bằng cách đun nóng môi trường này lên đến khoảng 55-60 °C trong điều kiện không có không khí. Kỹ thuật này sau đó được đặt tên là phương pháp khử khuẩn Pasteur (pasteurisation), một phương pháp được sử dụng rộng rãi trong công nghiệp chế tạo và bảo quản rượu vang.
Đối với công nghiệp sản xuất bia, ông khuyên nên tiệt khuẩn dung dịch nước ép bằng cách đun nóng với điều kiện không để bị tạp nhiễm và sau đó làm lạnh trước khi cho lên men bằng nguồn nấm men tinh khiết. Tính acid hợp lý của bia cũng có tác dụng hạn chế sự phát triển của các mầm ký sinh sau này cũng như giúp bảo quản tốt bia sau khi đã vào chai.

### Bệnh ở nhộng tằm
Mặc dù đạt được thành công rực rỡ về mặt khoa học nhưng vai trò quản lý của ông tại Trường Sư phạm thì không như vậy. Tại đây do tính cách của mình, ông đã vấp phải rất nhiều sự chống đối đến độ cuối cùng ông mất chức. Nhờ đó ông có thời gian hơn để chuyên tâm vào công việc nghiên cứu khoa học. Từ tháng 6 năm 1865, Pasteur chuyển đến Alès và trải qua bốn năm ở đây nhằm nghiên cứu một loại bệnh ảnh hưởng nặng nề đến ngành chăn nuôi tằm. Tại đây ông đã cùng các học trò của mình miệt mài nghiên cứu. Do áp lực công việc và, quan trọng hơn cả, chuyện buồn gia đình (nhiều người trong gia đình chết do bệnh tật), Pasteur đã bị tai biến mạch máu não vào đêm 19 tháng 10 năm 1868. Nhiều người tưởng ông không thể qua khỏi, thế nhưng chỉ ba tháng sau ông đã trở lại với công việc nghiên cứu mặc dù cơ thể vẫn còn những di chứng nặng của bệnh. Nhờ sự quan sát tỉ mỉ của mình, ông đã nhận diện được các con tằm bị bệnh và tiêu diệt trứng của chúng trước khi bệnh lây lan cho các cá thể khác. Tại đây ông cũng lần đầu tiên nêu lên khái niệm "cơ địa" dễ mắc bệnh: các cá thể có "cơ địa" suy yếu thường là những cơ địa thuận lợi cho sự phát triển của vi sinh vật và như vậy có khuynh hướng dễ mắc bệnh hơn các cá thể khác.

### Những nghiên cứu bệnh lý nhiễm trùng ở người và động vật
Pasteur khẳng định rằng các bệnh truyền nhiễm ở người và động vật là do các vi sinh vật gây nên.
Từ năm 1878 đến 1880, ông đã khám phá ra ba chủng vi khuẩn: liên cầu khuẩn (streptococcus), tụ cầu khuẩn (staphylococcus) và phế cầu khuẩn (pneumococcus). Xuất phát từ quan niệm rằng một loại bệnh được gây nên do một loại vi sinh vật nhất định do nhiễm từ môi trường bên ngoài, Pasteur đã thiết lập nên những nguyên tắc quan trọng trong vô khuẩn. Tỉ lệ tử vong hậu phẫu cũng như hậu sản giảm xuống một cách ngoạn mục nhờ áp dụng những nguyên tắc này.
Pasteur cũng tìm hiểu liệu người và động vật có thể được miễn dịch chống lại các bệnh truyền nhiễm nặng thường gặp như Jenner đã từng thực hiện với bệnh đậu mùa hay không. Năm 1880, Pasteur thành công trong việc tạo miễn dịch cho gà chống lại bệnh tả bằng cách cho chúng tiếp xúc với môi trường nuôi cấy vi khuẩn tả "già" (vi khuẩn này giảm độc lực). Những con gà này sau đó có khả năng chống lại bệnh tả khi được tiêm vi khuẩn độc lực mạnh. Pasteur nhanh chóng áp dụng nguyên lý chủng ngừa này cho các bệnh truyền nhiễm khác như bệnh than ở lợn.

### Điều trị dự phòng bệnh dại
Trong những năm 1880, phần lớn dân số châu Âu sống ở các vùng nông thôn, nơi tiếp xúc với động vật có thể mang mầm bệnh dại, bao gồm chó, mèo, chồn, dơi và chuột. Người dân thành phố cũng không an toàn trước căn bệnh này. Chó mèo và chuột đi lạc có thể mang bệnh dại. Nếu bị chó, mèo dại cắn thì căn bệnh là vô phương cứu chữa, người nhiễm bệnh chắc chắn sẽ chết.
Các phác đồ chủng ngừa một số bệnh truyền nhiễm đến thời điểm đó đã được chuẩn hóa. Nguyên tắc chung thì luôn luôn giống nhau: đầu tiên phải phân lập cho được tác nhân gây bệnh, nuôi cấy chúng để làm giảm độc lực trước khi tiêm cho người.
Trong trường hợp bệnh dại, tác nhân gây bệnh là virus, nhưng loại vi sinh vật này quá nhỏ nên không thể thấy được dưới kính hiển vi quang học thời bấy giờ. Pasteur đã dành 5 năm, từ 1880 đến 1885, để nghiên cứu bệnh này. Xuất phát từ thực tế là bệnh dại tác động đến hệ thần kinh, Pasteur dự đoán rằng tác nhân gây bệnh phải nằm trong não và tủy sống của những người mắc bệnh. Khi lấy bệnh phẩm thần kinh của những động vật mắc bệnh dại (chó, thỏ...) tiêm vào những cá thể khỏe mạnh, ông đã gây được biểu hiện bệnh dại ở các động vật này. Pasteur dùng tủy sống của thỏ mắc bệnh dại để lấy mầm bệnh dại và nuôi mầm bệnh này qua nhiều thể hệ khác nhau (thời đó người ta chưa khám phá ra virus nên Pasteur chỉ gọi chung chung là "mầm bệnh"). Sau quá trình này, mầm bệnh thu được đã giảm độc lực rất nhiều so với chủng virus dại ban đầu. Virus này có thể không gây bệnh do đã giảm độc lực nhưng vẫn có thể còn giữ được tính kháng nguyên có thể kích thích hệ miễn dịch sản xuất kháng thể chống lại bệnh.
Vaccine ngừa bệnh dại đầu tiên trên cơ sở virus giảm độc lực này đã được Pasteur, sau nhiều đắn đo suy tính, sử dụng vào ngày 6 tháng 7 năm 1885 ở một bé trai tên là Joseph Meister, người bị chó dại cắn trước đó. Thử nghiệm đã thành công, đây là một thành quả vang dội của Pasteur cũng như của nền y khoa thế giới.
Việc điều trị cho Meister là trường hợp đầu tiên được Pasteur công bố đã tiêm vắc xin phòng bệnh dại - ông đã thử vắc xin này nhưng vô ích trong một trường hợp khác được tuyên bố là mắc bệnh dại, đó là cô bé Pougho. Trong năm sau đó, Louis Pasteur và nhóm của ông đã thực hiện hơn 350 lần tiêm, nhưng không phải tất cả đều hiệu quả. Sau này, người ra mới khám phá ra rằng vắc xin phòng bệnh dại cần phải tiêm kịp thời càng sớm càng tốt, vì kháng thể chỉ xuất hiện sau khi tiêm vắc-xin khoảng 10 ngày, còn nếu người bệnh đã xuất hiện triệu chứng thì họ sẽ chỉ còn sống được khoảng 2 - 10 ngày nữa, lúc đó thì việc tiêm vắc-xin sẽ không còn tác dụng nữa (vì người bệnh đã chết trước khi vắc-xin kịp tạo ra tác dụng).
Kết quả công trình nghiên cứu về bệnh dại được Pasteur trình bày trước Viện Hàn lâm Khoa học Pháp vào ngày 1 tháng 3 năm 1886. Nhân dịp này ông cũng đề nghị thành lập một cơ sở nhằm sản xuất vaccine chống bệnh dại. Năm 1887 lời kêu gọi này được công bố rộng rãi và nhận được 2 triệu Franc Pháp quyên góp. Nhờ đó vào năm 1888, Tổng thống Sadi Carnot cho tiến hành xây dựng Viện Pasteur đầu tiên tại Pháp. Các Viện Pasteur khác sau đó cũng được thành lập ở những nơi khác trên thế giới nhờ ảnh hưởng của các nhà vi sinh vật học như Albert Calmette và Alexandre Yersin. Tôn chỉ của Viện Pasteur từ đó đến nay không thay đổi: tiến hành các nghiên cứu chế tạo vaccine và các chiến dịch tiêm phòng chống lại các bệnh truyền nhiễm.

## Tranh cãi

### Vắc-xin bệnh than
Vào 1995, sau 100 năm ngày mất của Louis Pasteur, tờ New York Times chạy dòng tít "Pasteur's Deception". Sau khi đã đọc kỹ ghi chú của phòng thí nghiệm Pasteur, nhà lịch sử khoa học Gerald L. Geison đã tuyên bố rằng Pasteur đã đưa ra cách tính sai lệch về việc điều chế vắc-xin bệnh than được sử dụng trong thử nghiệm ở Pouilly-le-Fort. Max Perutz đã xuất bản nhiều bài bảo vệ Pasteur trên New York Review of Books. Thực tế là Pasteur tuyên bố công khai thành công của ông trong việc phát triển vắc-xin bệnh than năm 1881. Tuy nhiên, một bác sĩ thú y Toussaint là người đã phát triển vắc-xin này đầu tiên. Toussaint đã cô lập vi khuẩn Gram-âm cholera des poules (sau này được đặt tên có thêm chữ irony Pasteurella để vinh danh Pasteur) năm 1879 và đã đưa ra các mẫu để Pasteur sử dụng trong các công trình của ông (Pasteur). Năm 1880 với công bố của ông vào 12 tháng 7 tại Viện hàm lâm khoa học Pháp, Toussaint đã trình bày kết quả thành công của mình với một loại vắc-xin chống lại bệnh than trên chó và cừu. Pasteur hoàn toàn tự hào về những tranh luận ganh tị trong những khám phá bằng cách xuất bản những phương pháp vắc-xin của ông trên Pouilly-le-Fort vào ngày 5 tháng 5 năm 1881. Thí nghiệm xúc tiến thành công và đã giúp Pasteur bán sản phẩm của ông, và nhận được tất cả lợi nhuận và vinh quang.

### Đạo đức trong thí nghiệm
Các thí nghiệm của Pasteur thường bị chỉ trích là trái với tiêu chuẩn y đức, đặc biệt đối với vắc-xin của ông về Meister. Khi đó, ông không có bất kỳ kinh nghiệm nào về thực hành y học, và quan trọng hơn là giấy phép hành nghề y. Điều này thường được trích dẫn là một mối đe dọa nghiêm trọng đối với uy tín nghề nghiệp và cá nhân ông. Thậm chí cộng sự thân cận nhất của ông là Dr. Emile Roux đã từ chối hợp tác trong thử nghiệm lâm sàng bất công. Nhưng Pasteur đã tiến hành thử nghiệm vắc-xin trên một cậu bé dưới sự giám sát của bác sĩ Jacques-Joseph Grancher, Trưởng phòng khám nhi khoa của bệnh viện Nhi Paris. Ông thậm chí còn không được phép giữ ống tiêm, mặc dù việc tiêm chủng đã hoàn toàn dưới sự giám sát của mình. Người chịu trách nhiệm về tiêm là Grancher và ông đã bảo vệ Pasteur trước Viện hàm lâm Y quốc gia Pháp về vấn đề này.
Trong thử nghiệm vắc-xin bệnh dại, có những cáo buộc rằng việc Pasteur đem một ai đó làm thử nghiệm lâm sàng mà không cần chẩn đoán là phản y đức (Meister đã không xuất hiện triệu chứng của bệnh dại tại thời điểm đó). Thứ hai, ông giữ bí mật về thủ tục của mình và không đưa ra các thử nghiệm tiền lâm sàng thích hợp.
Nhưng những cáo buộc trên là không chính xác. Pasteur đã tiết lộ phương pháp của ông cho một nhóm nhỏ các nhà khoa học. Ông cũng đã thử nghiệm tiêm chủng trong 40 con chó và đã thành công tốt đẹp trước khi sử dụng vắc-xin của mình trong con người. Trước khi tiêm cho Meister, Pasteur đã tham khảo ý kiến của các nhà khoa học Alfred Vulpian và Jacques-Joseph Grancher, và cùng với Roux, 4 người đã thảo luận về trường hợp của Meister và tranh luận về vấn đề y đức của việc thử nghiệm vắc-xin trong trường hợp này. Sự lựa chọn là hiển nhiên: nếu họ không làm gì cho đến khi cậu bé xuất hiện triệu chứng bệnh dại, thì cậu bé chắc chắn sẽ chết (con chó cắn cậu bé rất có thể đã bị bệnh dại, và vắc-xin không có tác dụng với những bệnh nhân đã xuất hiện triệu chứng bệnh), việc thử nghiệm vắc-xin tuy rủi ro nhưng ít ra cũng tạo nên cơ hội cứu sống Meister.

## Viện Pasteur

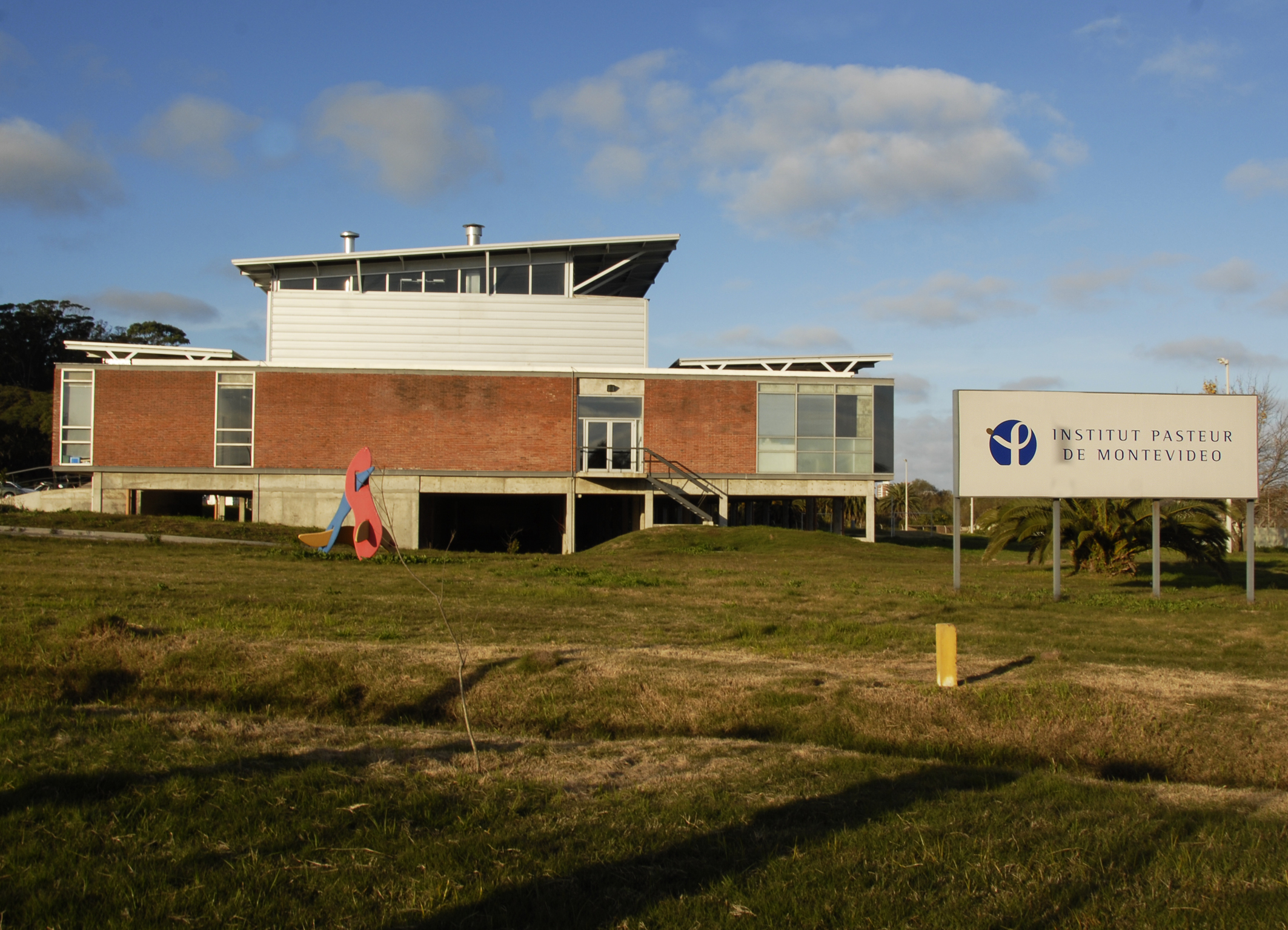
Viện Pasteur tại Montevideo, Uruguay.

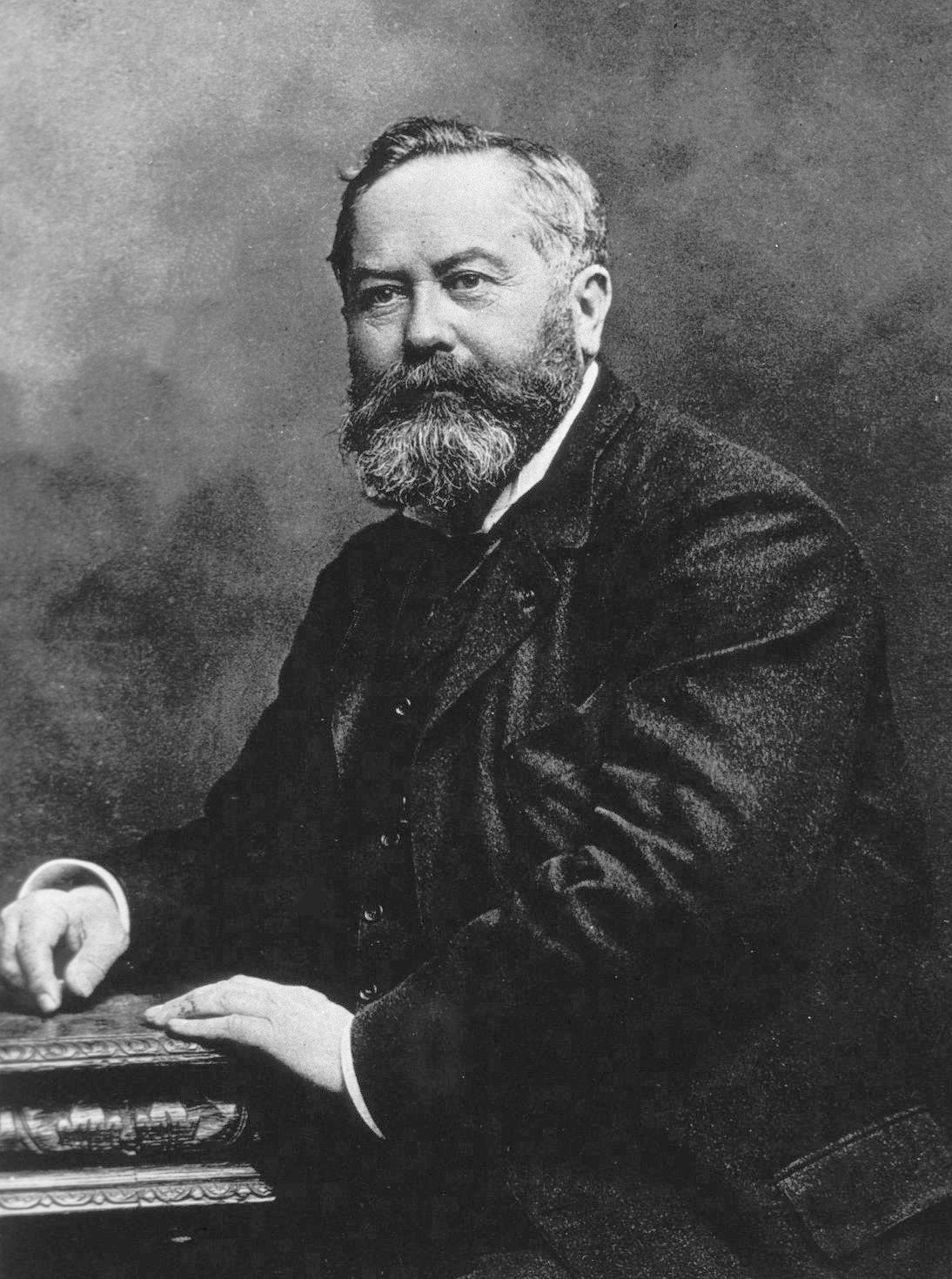
Charles Chamberland, một trong những người thành lập nên Viện Pasteur

Viện Pasteur được Pasteur thành lập để duy trì cam kết của mình để nghiên cứu cơ bản và ứng dụng thực tế của nó. Ông đã tập hợp nhiều nhà khoa học với chuyên môn khác nhau. 5 bộ môn đầu tiên được chỉ huy bởi hai normaliens (tốt nghiệp sau đại học từ École Normale Supérieure): Emile Duclaux (trưởng nhóm nghiên cứu chung về vi sinh vật) và Charles Chamberland (nghiên cứu vi sinh ứng dụng trong hygiene), cũng như các nhà sinh vật học Ilya Ilyich Mechnikov (nghiên cứu hình thái vi sinh vật) và hai bác sĩ, Jacques-Joseph Grancher (bệnh dại) và Emile Roux (nghiên cứu công nghệ vi sinh). Một năm sau khi nhậm chức, ở viện, Roux đã thiết lập khóa học về vi sinh vật được giảng dạy đầu tiên trên thế giới, với tiêu đề Cours de Microbie Technique (khóa học về công nghệ nghiên cứu vi sinh). Từ năm 1891, viện Pasteur đã mở rộng ở nhiều nước trên thế giới, và hiện có 32 viện nghiên cứu ở 29 quốc gia trên thế giới.

## Tôn vinh

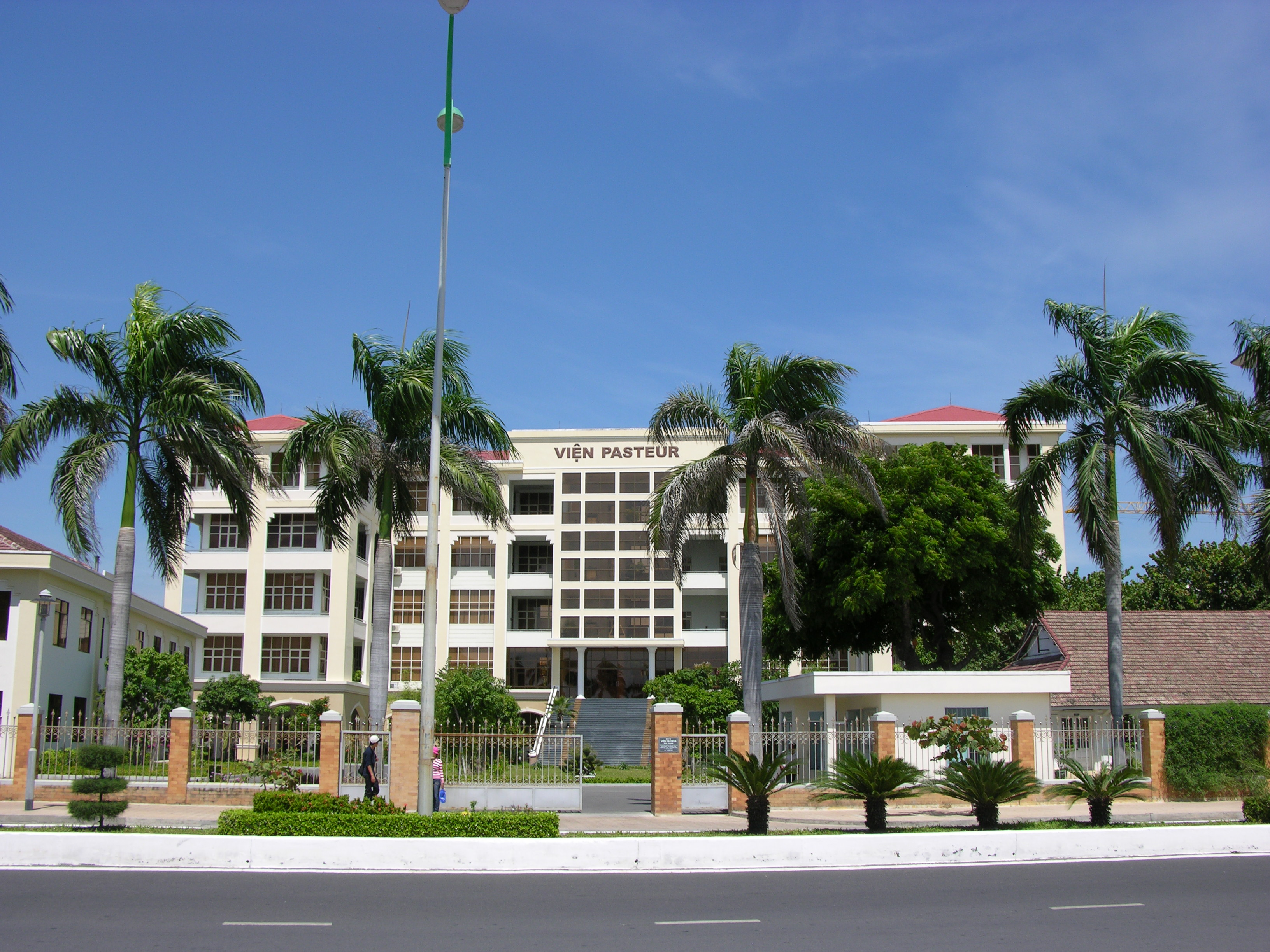
Viện mang tên Pasteur tại Nha Trang

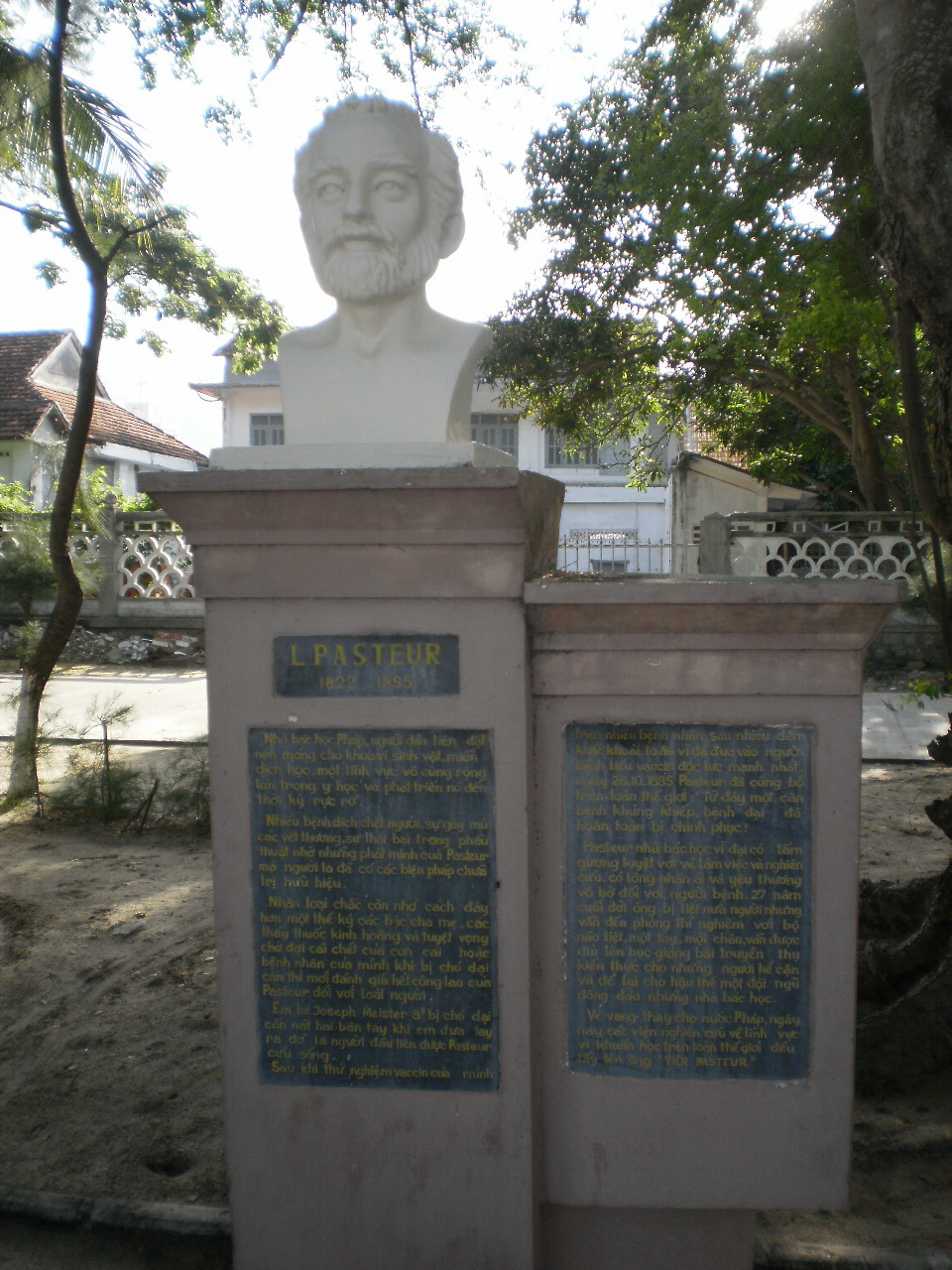
Tượng Pasteur tại Quy Hòa, Quy Nhơn, Bình Định.

Pasteur được tôn vinh là "cha đẻ của ngành vi sinh vật học". Ông chưa bao giờ chính thức học y khoa nhưng vẫn được xem như người thầy thuốc vĩ đại và là Ân nhân của Nhân loại (Benefactor of Humanity).
Ông cũng là thành viên của rất nhiều Viện Hàn lâm tại Pháp cũng như ở nước ngoài. Nhiều ngôi làng và đường phố trên thế giới mang tên ông. Có thể nói tài năng và cống hiến của ông đã vượt qua biên giới địa lý và chính trị. Tại Việt Nam, những con đường mang tên ông từ thời kỳ thuộc địa đã không hề thay đổi cho đến hôm nay mặc dù các con đường khác mang tên danh nhân Việt Nam lại bị thay đổi qua nhiều biến thiên thời cuộc.
Louis Pasteur mất ngày 28 tháng 9 năm 1895 tại Marnes la Coquette, Paris. Nhưng từ đó đến nay, thi hài ông vẫn luôn được giữ gìn trong giáo đường trong khuôn viên Viện Pasteur ở Paris chứ không phải ở Điện Panthéon như dự định trước đó. Rất nhiều tượng đài đã được xây dựng để tưởng nhớ đến ông.

## Các giai thoại
Lần nọ, có một sinh viên đại học ở Paris ngồi cạnh một người đàn ông lớn tuổi trên một đoàn tàu. Khi thấy ông già đang lần chuỗi Kinh Mân Côi, cậu này nói: "Bây giờ mà cụ còn tin vào điều lỗi thời này sao?". Ông già đáp: "Vâng, thế còn cậu?". Anh sinh viên cười một cách tự đắc mà nói: "Tôi không tin vào những điều ngớ ngẩn như vậy. Xin cụ nghe tôi, ném bỏ cái chuỗi hạt kia ra cửa sổ và tìm hiểu về khoa học đi thôi". Người đàn ông nói: "Khoa học không hiểu được thứ này. Cậu giải thích cho tôi đi". Chàng sinh viên hí hửng nói: "Xin cụ vui lòng cho tôi địa chỉ, tôi sẽ gửi cho cụ một số tài liệu khoa học để giải thích vấn đề này cho cụ". Người đàn ông mò mẫm bên trong túi áo khoác và lấy ra một danh thiếp. Vừa đọc tấm danh thiếp, cậu sinh viên cúi đầu xuống trong sự xấu hổ và không nói thêm được một lời. Tấm danh thiếp viết: "Louis Pasteur, Giám đốc Viện nghiên cứu khoa học Paris".
Joseph Meister, bệnh nhân đầu tiên bị chó dại cắn được dự phòng khỏi bệnh nhờ vaccine phòng bệnh dại sau này trở thành người gác cổng của Viện Pasteur ở Paris. Khi Đức xâm chiếm thành phố này, Joseph Meister đã gửi gia đình mình đi sơ tán, còn ông vẫn ở lại bảo vệ cho Viện Pasteur ở Paris. Meister đã tự vẫn vào ngày 24/6/1940, có câu chuyện kể rằng lính Đức đã bắt ông phải mở cửa hầm mộ của Pasteur, và ông đã tự sát để không bao giờ xúc phạm đến thi thể ân nhân cứu mạng của mình. Tuy nhiên, cháu gái Meister thì cho rằng Meister đã tự sát do bị sốc khi nhận được tin báo nhầm lẫn là gia đình của ông đã bị quân Đức sát hại.

## Các tác phẩm chính
Các công trình chính của Pasteur gồm:
| Tiếng Pháp                                                                                 | Năm  | Tạm dịch                                                                                  |
| ------------------------------------------------------------------------------------------ | ---- | ----------------------------------------------------------------------------------------- |
| Études sur le Vin                                                                          | 1866 | Các nghiên cứu về rượu vang                                                               |
| "Études sur le Vinaigre"                                                                   | 1868 | Các nghiên cứu về giấm                                                                    |
| "Études sur la Maladie des Vers à Soie" (2 volumes)                                        | 1870 | Các nghiên cứu về bệnh tằm tơ                                                             |
| ; "Quelques Réflexions sur la Science en France"                                           | 1871 | Một số phản ảnh về khoa học ở Pháp                                                        |
| "Études sur la Bière"                                                                      | 1876 | Các nghiên cứu về bia                                                                     |
| "Les Microbes organisés, leur rôle dans la Fermentation, la Putréfaction et la Contagion'" | 1878 | Tổ chức vi sinh vật, vai trò của chúng trong việc lên men, thối rữa, và nhiễm trùng       |
| "Discours de Réception de M.L. Pasteur à l'Académie française"                             | 1882 | Phát biểu của Mr L. Pasteur khi được tiếp nhận vào Viện hàm lâm Pháp (Académie française) |
| "Traitement de la Rage"                                                                    | 1886 | Điều trị bệnh dại                                                                         |